# プライマル。
「プライマル。」は2001年1月31日に発売されたTHE YELLOW MONKEY24枚目のシングルである。発売元はBMGファンハウス。

## 概要
- 活動休止後にリリースされたシングル。後に2004年7月7日をもって正式に解散することが発表されたため、これが事実上解散前のラストシングルになった。その後、2016年の再集結に際し15年ぶりの新作として「ALRIGHT」が製作され、同年9月10日には同曲も収録される15年ぶりとなるニューシングル「砂の塔」のリリースが発表された[1]。
- 吉井和哉が最も影響を受けたというデヴィッド・ボウイや、T・レックスなどを手掛けたトニー・ヴィスコンティがプロデュースを担当。
- ジャケットは象の交尾のシーンである。
- ミュージック・ビデオ（PV）の監督は岡田俊二。
- 9作連続のオリコンベスト10入りを記録。ノンタイアップながらロングヒットを記録し、2000年代にリリースされたシングルの中では最高の売上となっている。
- 2002年に阪神タイガースの濱中治が打席に入る際のテーマソングとして使用していた。

## 制作背景
- 制作当初、口紅のCMタイアップの予定があり、なおかつ卒業シーズンだったため、吉井は「口紅と卒業に関する歌詞を書いた」と語っている[2][3]。吉井は「（活動休止に関する）バンドの今の気持ちを書く予定はなかったが、できあがったらそういう風にも取れる歌詞になった」と語っている[2]。
- 吉井曰く「油絵のカサブタより」などの歌詞は「昔やってた『ハナモゲで聞こえるように』の手法で久々に書いた」と語っている[2]。

## 収録曲
1. プライマル。
（作詞・作曲：吉井和哉 / 編曲：THE YELLOW MONKEY, トニー・ヴィスコンティ）
オリジナルアルバム未収録。2013年に行われたファン投票で13位を獲得し、『イエモン-FAN'S BEST SELECTION-』に収録された。
活動休止後にリリースされそのまま解散に至ったためライブで披露されることは無かったが、2016年の再集結にあたり行われたツアー「THE YELLOW MONKEY SUPER JAPAN TOUR 2016」のオープニングナンバーとして初めて演奏された。この模様はツアー初日の代々木第一体育館公演で「1曲目予想企画」とその答え合わせとしてこの楽曲が全国で生中継されている[4]。
2. ネバーギブアップ
（作詞・作曲：吉井和哉 / 編曲：THE YELLOW MONKEY, トニー・ヴィスコンティ）
本作は『8』に収録されていないものの、ライブでは解散前のROCK IN JAPAN FES 2000とKIRIN SOUND TOGETHER POP HILLの2回演奏されている(ただし、収録されているバージョンとは異なる歌詞で演奏されていた)。再集結後は2021年の文化村スタジオでのライブでただ1度だけ演奏されたのみ。本ライブで初めてライブでちゃんとした歌詞での披露となった。
3. プライマル。 (Karaoke)
4. ネバーギブアップ (Karaoke)
唯一、シングル以外の楽曲でインストが収録された。

## 参加ミュージシャン
- 吉井和哉 - ボーカル
- 菊地英昭 - ギター
- 廣瀬洋一 - ベース
- 菊地英二 - ドラムス

| プライマル。 - 菊地英二 - ティンパニ - 吉井和哉 - タンバリン - 森俊之 - キーボード/プログラミング - 菊地成孔 - テナーサックス - 竹野昌邦 - バリトンサックス - MANA LEONE - コーラス - ROBBIE DANZE - コーラス - トニー・ヴィスコンティ - 管編曲、コーラス編曲 | ネバーギブアップ - 吉井和哉 - タンバリン - 森俊之 - ピアノ - 菊地成孔 - テナーサックス - 竹野昌邦 - バリトンサックス - MANA LEONE - コーラス - ROBBIE DANZE - コーラス - トニー・ヴィスコンティ - 管編曲、コーラス編曲 |

## 収録CD
1. プライマル。
- 『GOLDEN YEARS Singles 1996-2001』（2001年6月13日）
- 『イエモン-FAN'S BEST SELECTION-』（2013年7月31日）
- 「砂の塔」（2016年10月19日）※ライブバージョン、初回限定盤のみ
- 『THE YELLOW MONKEY IS HERE. NEW BEST』（2017年5月21日）※セルフカバー
- 『Live Loud』※ライブテイクDISC1

2. ネバーギブアップ
- 『MOTHER OF ALL THE BEST』（2004年12月8日）※初回版DISC3

## カバー
プライマル。
- フラワーカンパニーズ（2009年12月19日、『THIS IS FOR YOU〜THE YELLOW MONKEY TRIBUTE ALBUM』）
- BiS（2014年3月5日、アルバム『WHO KiLLED IDOL?』）
- Jose&Shun（2019年12月25日、インテックス大阪ライブ『FM802 30PARTY FM802 ROCK FESTIVAL RADIO CRAZY 2019』）[5]